# Parañaque

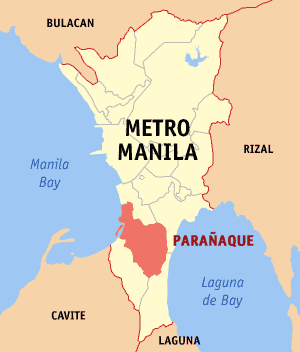
Parañaques läge i Metro Manila.

Parañaque (officiellt City of Parañaque) är en stad på ön Luzon i Filippinerna. Den ligger i Metro Manila och har 552 660 invånare (2007).
Staden är indelad i 16 smådistrikt, barangayer, varav samtliga är klassificerade som tätortsdistrikt.